# Neuhof (Bad Sachsa)
Neuhof ist ein Ortsteil der Stadt Bad Sachsa im Landkreis Göttingen in Niedersachsen. Der Ort liegt südöstlich der Bahnstrecke Northeim–Nordhausen und des Bahnhaltepunkts Bad Sachsa.

## Geographie
Durch Neuhof fließt die Uffe, ein Nebenfluss der Wieda.

## Geschichte
In früheren Zeiten war Neuhof vor allem für sein Gipswerk bekannt.
Der Ort Neuhof gehörte zum Freistaat Braunschweig und war nach dem Zweiten Weltkrieg eine der nur sechs Mitgliedsgemeinden des Restkreises Blankenburg mit Sitz in Braunlage. Am 1. Juli 1972 löste sich kraft des Harzgesetzes der Landkreis Blankenburg auf; die Gemeinde Neuhof fiel an den Landkreis Osterode am Harz und wurde unmittelbar darauf nach Bad Sachsa eingemeindet.
Das Umspannwerk Neuhof ist ein 110-kV-Umspannwerk in Neuhof. Es wurde 1985 in Betrieb genommen.
Es besteht eine Partnerschaft mit Bockau, einer Gemeinde im Erzgebirgskreis in Sachsen. Der Ort ist als Kräuter- und Laborantenort bekannt; er führt den Beinamen Laborantendorf des Erzgebirges.
Im Jahr 2009 feierte Neuhof sein 750-jähriges Jubiläum.

## Politik

### Ortsrat
Der Ortsrat setzt sich aus fünf Ratsfrauen und Ratsherren zusammen (Veränderungen zu 2016).
- SPD: 3 Sitze (±0)
- CDU: 1 Sitz (−1)
- FDP: 1 Sitz (+1)

(Stand: Kommunalwahl am 11. September 2021)

### Bürgermeister
Bürgermeister Andreas Ziegenbein wird von der SPD gestellt.
(Stand: Kommunalwahl am 12. September 2021)

### Wappen
Blasonierung: „In Gold ein schwarzes Balkenkreuz, belegt mit einem goldenen Abtstab mit silbernem Velum, der wiederum mit einem waagerechten silbernen Karpfen belegt ist.“
Das Gold steht für die Getreidefelder um Neuhof, der Abtstab steht für das Kloster Walkenried und der Karpfen für die Fischteiche um Neuhof.

## Sehenswürdigkeiten
Die Sachsensteinklippen sind ein Naturdenkmal am Sachsenstein zwischen Bad Sachsa und Neuhof. Die maximal etwa 30 Meter hohen Felsvorsprünge aus Anhydrit zählen zu den Harzklippen.
Das Naturschutzgebiet Gipskarstlandschaft Bad Sachsa und Walkenried liegt westlich direkt anschließend an den Ort, das 315 ha große Naturschutzgebiet Priorteich/Sachsenstein liegt nördlich von Neuhof. Beide Naturschutzgebiete gingen im Jahr 2021 im Naturschutzgebiet Gipskarstgebiet bei Bad Sachsa auf.
Die Bahnstrecke Northeim–Nordhausen und der Karstwanderweg führen an der ehemaligen Burg Sachsenstein vorbei.